# Zapasy na Igrzyskach Brytyjskiej Wspólnoty Narodów 1974
Zapasy na Igrzyskach Brytyjskiej Wspólnoty Narodów w 1974 odbyły się w Christchurch.

## Mężczyźni

### Styl wolny
| Kat. wagowa |                   |                  |                |
| ----------- | ----------------- | ---------------- | -------------- |
| 48 kg       | Mitchell Kawasaki | Wally Koenig     | Radhey Shyam   |
| 52 kg       | Sudesh Kumar      | Gordon Bertie    | Jon Navie      |
| 57 kg       | Perm Nath         | Amrik Singh Gill | Kevin Burke    |
| 62 kg       | Egon Beiler       | Shivaji Chingle  | Ray Brown      |
| 68 kg       | Jagrup Singh      | Joe Gilligan     | Stephen Martin |
| 74 kg       | Raghunath Pewar   | Tony Shacklady   | Gordon Mackay  |
| 82 kg       | David Aspin       | Satpal Singh     | Taras Hryb     |
| 90 kg       | Terry Paice       | Netra Pal        | Maurice Allan  |
| 100 kg      | Claude Pilon      | Dadu Chaugule    | Ian Duncan     |
| 110 kg      | William Benko     | Bishwanath Singh | Gary Knight    |

## Tabela medalowa
| Poz.    | Państwo       |    |    |    | Łącznie |
| 1       | Kanada        | 5  | 1  | 2  | 8       |
| 2       | Indie         | 4  | 5  | 1  | 10      |
| 3       | Nowa Zelandia | 1  | 0  | 2  | 3       |
| 4       | Anglia        | 0  | 3  | 0  | 3       |
| 5       | Australia     | 0  | 1  | 3  | 4       |
| 6       | Szkocja       | 0  | 0  | 2  | 2       |
| Łącznie | Łącznie       | 10 | 10 | 10 | 30      |